# Sporophila castaneiventris
El semillero ventricastaño (Sporophila castaneiventris), también denominado espiguero de vientre castaño (en Perú), espiguero ventricastaño (en Ecuador y Venezuela) o espiguero buchicastaño (en Colombia), es una especie de ave paseriforme de la familia Thraupidae perteneciente al numeroso género Sporophila. Es nativo del centro norte de América del Sur.

## Distribución y hábitat
Se distribuye por Guyana, Guayana francesa, Surinam y este de Colombia (desde Guainía y Meta) y sur de Venezuela (extremo suroeste de Amazonas) hacia el sur, oriente de los Andes, a Ecuador, Perú y norte y oeste de Bolivia (Pando, La Paz, Beni y Cochabamba), y la Amazonia brasileña (hacia el sur hasta el noroeste de Mato Grosso y norte de Pará, también el noreste de Roraima y Amapá).
Esta especie es considerada común en sus hábitats naturales: los claros de arbustos y herbazales, en áreas pantanosas con hierba a lo largo de los bordes de ríos y lagos, y alrededor de poblaciones humanas, de la Amazonia, la Orinoquia y las Guayanas en climas tropicales, a menos de 500 m de altitud, pero pocas llegando hasta los 1500 m o más alto en las laderas orientales de los Andes.

## Descripción
Mide 10 cm de longitud y pesa, en promedio, 7,8 g. El macho es gris azulado en las partes superiores y castaño en las inferiores. La hembra es marrón olivácea en las partes superiores y más pálida y amarillenta en las partes inferiores.

## Comportamiento
Es un ave familiar en muchas áreas, la mayoría de las veces en pequeños grupos de su especie, algunas veces, fuera del período reproductivo, con otros semilleros.

### Alimentación
Se alimentan de granos que toman preferentemente de las espigas, pero también del suelo.

### Reproducción
Hace el nido con pajas de gramíneas, con forma de taza, en arbustos bajos. Cada nidada tiene entre dos a tres huevos blancos con manchas marrones y lilas e líneas negras irregulares.Los polluelos nacen después de trece días.

## Sistemática

### Descripción original
La especie S. castaneiventris fue descrita por primera vez por el ornitólogo alemán Jean Cabanis en 1848 bajo el mismo nombre científico; la localidad tipo es: «Cumaka, costa de Guyana».

### Etimología
El nombre genérico femenino Sporophila es una combinación de las palabras del griego «sporos»: semilla, y  «philos»: amante; y el nombre de la especie «castaneiventris» se compone de las palabras del latín  «castaneus»: castaño, y «venter, ventris»: vientre.

### Taxonomía
Los estudios genético-moleculares cubriendo las Sporophila de gorro («capuchinos»), encontraron que las mismas forman dos clados, un clado norteño mayormente al norte del río Amazonas conteniendo la presente especie y Sporophila minuta, y un clado sureño que consiste de S. hypoxantha, S. hypochroma, S. ruficollis, S. palustris, S. cinnamomea y S. melanogaster, con S. bouvreuil hermana de este grupo.  El taxón propuesto S. hypochroma rothi (con base en un único espécimen de Abary, en el noreste de Guyana) probablemente sea un híbrido entre la presente especie y S. minuta. Es monotípica.